# Lisa Lachance
Lisa Anne Lachance (MLA) (Montreal, ?) é uma política canadense, que foi eleita para a Assembleia Legislativa da Nova Escócia nas eleições gerais de 2021, e reeleita nas eleições gerais de 2024. Ela representa o distrito eleitoral de Halifax Citadel-Sable Island como membro do Novo Partido Democrático da Nova Escócia.
Em agosto de 2025, Lisa Anne atuou como crítica oficial da oposição para Finanças, Meio Ambiente, Saúde Mental e Dependência Química, Assuntos 2SLGBTQIA+, Assuntos Acadianos e Recursos Naturais. Lisa Anne Lachance também atuou como líder da Câmara pelo Partido Novo Democrata.

## Vida pregressa
Lisa Anne Lachance nasceu em Montreal, no Canadá, e passou um tempo em Belleville, no mesmo país, e também na Austrália, antes de concluir o ensino médio em Canning, no Canadá. Lisa Anne se formou na Dalhousie University, em 1996, em Estudos de Desenvolvimento Internacional e, em 2000, recebeu seu título de Mestre em Administração Pública.

## Vida pessoal
Lisa Anne Lachance e sua parceira Heather Gass foram dos primeiros casais do mesmo sexo a se casar legalmente no Canadá após Halpern v Canada (AG). Lisa Anne é gênero não-binário e usa os pronomes ela / dela e eles / deles. Ela é a primeira MLA não-conforme de gênero da Nova Escócia e a terceira do país, junto com Uzoma Asagwara e Estefan Cortes-Vargas.